# 观音桥镇 (金川县)
观音桥镇，是中华人民共和国四川省阿坝藏族羌族自治州金川县下辖的一个乡镇级行政单位。2019年12月，撤销太阳河乡，将其所属行政区域划归观音桥镇管辖。

## 行政区划
观音桥镇下辖以下地区：
斯玛都村、依生村、观音村、石旁村、斯滔村和麦斯卡村。